# Карпо
Карпо (др.-греч. Καρπώ «изобилующая плодами») — богиня времён года в греческой мифологии. Одна из Ор в Афинах. Дочь Зевса и Фемиды. Считалась спутницей Афродиты. 
В искусстве изображалась в виде молодой прекрасной девушки (иногда вместе с Фалло), украшенной различными плодами соответствующего времени года.
30 марта 2005 года имя богини получил естественный спутник Юпитера.